# Edwin Howard Armstrong
Edwin Howard Armstrong (New York City, 18 dicembre 1890 – New York City, 31 gennaio 1954) è stato un ingegnere elettrico e inventore statunitense, noto per aver realizzato il radio-ricevitore eterodina (1913) e della modulazione di frequenza (1928-1933).

## Biografia
Appassionato radiodilettante, a 17 anni Armstrong si costruì la sua prima radio. Nel 1909 entrò nell'Università Columbia dove si laureò in ingegneria nel 1913. Nello stesso anno realizzò il circuito eterodina, ossia l'oscillatore a valvola con circuito a reazione, che migliorava la sensibilità dei radioricevitori.
Nel 1918 brevettò il circuito supereterodina, che però era già stato realizzato precedentemente da Lucien Levy, per cui perse, a seguito di una lunga vertenza giudiziaria, la paternità dell'invenzione.
Nel 1919, tornato in patria dalla Francia (dove aveva partecipato alla guerra nel servizio di telecomunicazioni dell'esercito statunitense), si trovò coinvolto in un processo con Lee De Forest (altro grande pioniere della radio) riguardo alla priorità di invenzione del circuito a feed-back: dopo 12 anni di controversie legali, la priorità fu attribuita a De Forest. Ulteriore motivo di dispute legali relative ai brevetti depositati da Armstrong è stata la tecnica di modulazione di frequenza. Durante gli anni trenta, l'unica tecnica di modulazione diffusa era la modulazione di ampiezza: tutti gli apparati delle grandi aziende di comunicazioni rischiavano di diventare obsoleti. Per questo motivo, ci fu un'iniziale diffidenza verso la nuova alternativa proposta da Armstrong. La FCC, commissione deputata all'assegnazione di una banda alla neonata tecnica FM, optò per quella attualmente in uso (87,5 - 108 MHz), sebbene Armstrong dimostrò l'effettiva convenienza di una diversa distribuzione frequenziale, al fine di ridimensionarne l'influenza.
Durante la Seconda guerra mondiale partecipò al perfezionamento della modulazione di frequenza su grande distanza e del radar ad onda continua.
La sua ultima invenzione (1953) fu un sistema per trasmissioni multiple in modulazione di frequenza su una stessa larghezza di onda (Multiplexing FM), così che più di un programma può essere diffuso simultaneamente senza mutare lunghezza d'onda.
Poco prima che i termini legali dei suoi brevetti scadessero, fu costretto ad accettare un accordo economico con la RCA per coprire le gravose spese processuali. Caduto in depressione, si suicidò il 31 gennaio del 1954, gettandosi dal 13º piano della sua abitazione di New York indossando cappotto e cappello. Nel biglietto lasciato alla moglie, scrisse "Possa Dio aiutarti ed avere misericordia della mia anima". La sua vedova, Marion, prima di sposarlo fu la segretaria del presidente di allora della RCA David Sarnoff; tornata in tribunale per la questione relativa ai brevetti, riuscì a prevalere alla fine degli anni settanta.